# Magulla obesa
Magulla obesa là một loài nhện trong họ Theraphosidae.
Loài này thuộc chi Magulla. Magulla obesa được Eugène Simon miêu tả năm 1892.